# Ellersleben
Ellersleben è una frazione del comune tedesco di Buttstädt.

## Storia
Il 1º gennaio 2019 il comune di Ellersleben venne soppresso e aggregato alla città di Buttstädt.